# Ignacio Herrero de Collantes
Ignacio Herrero de Collantes (Oviedo, 1881 – 9 de diciembre de 1961) fue un empresario, político y miembro numerario de la Real Academia de la Historia.

## Biografía
Hijo de Policarpo Herrero Vázquez y de Teresa de Collantes, estudió Derecho en la Universidad de Oviedo y pasó temporadas en París y Madrid para completar su formación. Fue cinco veces diputado (desde 1914 a 1923). Su padre fue el fundador del Banco Herrero, banco del que fue consejero desde su fundación en 1911 y presidente a la muerte de su padre, en 1929. El banco desapareció como persona jurídica en septiembre de 2002 (entrando en el grupo del Banco Sabadell). Presidente de la Hidroeléctrica del Cantábrico desde 1929, en 1932 tomó la presidencia del Banco Hispano Americano, y en 1940, la de la Unión Española de Explosivos.
Su entrada en la Real Academia de la Historia el 6 de mayo de 1949 (y toma de posesión el 15 de enero de 1950) se debió a su interés e investigaciones sobre el patrimonio y el folclore español, dejando una colección de 35 000 fotografías hechas en sus viajes por toda España. También sus publicaciones contribuyeron al conocimiento del patrimonio histórico-artístico español dentro y fuera de España. 
Fue VII marqués de la Hermida.

## Familia
Contrajo matrimonio con María Teresa Garralda y Calderón (1885-1964), IV marquesa de Aledo. Su hijo Ignacio ostentó puestos directivos en la Unión Española de Explosivos y el grupo Explosivos Río Tinto.

## Obra
- Salamanca, notas de arte (1944). Introducción, reseña histórica y fotografías Herrero de Collantes con viñetas de Antonio Moyano. Traducción al inglés de Walter Starkie y al francés, de Maurice Legendre. Madrid, Gráficas Reunidas).
- Con Gregorio Marañón: Viajes oficiales por España de Isabel II (1950). (Discursos leídos en su recepción pública el 15 de enero de 1950, Real Academia de la Historia. Madrid, Real Academia de la Historia: 1950.
- Una ojeada sobre Asturias. Notas extractadas de un viaje a España (edición propia). Madrid, Gráficas Reunidas, 1956.
- Con Collantes Terán, Alejandro: Sevilla. Notas de Arte. Madrid, Gráficas Reunidas-Kallmeyer y Gautier (láminas): 1932. Colección Aledo. Texto en español, inglés y francés.
- Avila. Notas de arte. Prólogo de Marañón y viñetas de Mercedes Conde Herrero. Traducción al inglés por Walter Starkie y al francés por Maurice Legendre. Madrid, Gráficas Reunidas, 1947.